# Flet prosty
Flet prosty (podłużny) – dęty instrument muzyczny z grupy drewnianych.
Jest jednym z najprostszych instrumentów muzycznych. Wywodzi się od ludowej fujarki i posiada podobną konstrukcję. Grający dmie w ustnik, powietrze w komorze rezonacyjnej zostaje rozdzielone na dwa strumienie, z których jeden opuszcza instrument przez szczelinę, a drugi poddany wibracji przepływa przez prostą rurę. Podobną konstrukcję mają piszczałki organów. Otwory nawiercone w rurze są otwierane lub zamykane palcami grającego, a przy większych instrumentach o niższej skali za pomocą klap, co kształtuje wysokość dźwięku.
Współcześnie budowane flety proste mają dźwięki podstawowe c lub f (dawniej występowały też flety z dźwiękami podstawowymi d i g). Prostota instrumentu oraz pozorna łatwość gry powoduje, że jest popularny wśród amatorów oraz wykorzystywany jako instrument w nauce muzyki na zajęciach wychowania muzycznego.
Flet prosty jest jednym z najstarszych instrumentów muzycznych. Używany był powszechnie do połowy XVIII w. jako instrument zespołowy i wirtuozowski instrument solowy (szczytowym osiągnięciem są tu utwory H. Purcella, A. Vivaldiego, G.Ph. Telemanna, a zwłaszcza dwa Koncerty Brandenburskie J.S. Bacha). Później instrument był wykorzystywany coraz rzadziej. Jednym z ostatnich jego wystąpień w praktyce koncertowej była partia w operze Ch.W. Glucka Orfeusz i Eurydyka (1762).
Współcześnie bywa wykorzystywany w stylowym wykonywaniu muzyki dawnej, w muzyce współcześnie pisanej na ten instrument oraz w muzyce folk, jednak nie jest to instrument ludowy.

## Odmiany fletu prostego
Flet prosty posiada pięć standardowych wielkości o następującej skali:
- flet sopranino - f2 do g4
- flet sopranowy - c2 do d4
- flet altowy - f1 do g3
- flet tenorowy - c1 do d3
- flet basowy - f do g2

Wyróżnia się też kilka innych, mianowicie:
- garklein - c3 do d5
- flet basowy (w stroju C) - c do d2
- flet kontrabasowy - F do g1
- flet subkontrabasowy - C do d1
- flet sub-subkontrabasowy (oktokontrabasowy) - F1 do g

Konstrukcja fletów prostych ewoluowała w czasie. Flety renesansowe miały mniejszą skalę (oktawę i kwintę) niż flety barokowe (dwie oktawy i sekundę; doświadczeni wykonawcy potrafią grać jeszcze wyżej, a nawet uzyskiwać dwudźwięki).
Na początku XX wieku popularność zdobyły flety z palcowaniem niemieckim, gdzie piąty otwór był zdecydowanie mniejszy niż czwarty. Ułatwiało to grę gamy C-dur (w przypadku fletów z dźwiękiem podstawowym c) lub F-dur (w przypadku fletów z dźwiękiem podstawowym f) oraz melodii diatonicznych na nich opartych. Palcowanie dla czwartego dźwięku gamy podstawowej, czyli f (w przypadku fletów z dźwiękiem podstawowym c) lub b (w przypadku fletów z dźwiękiem podstawowym f) jest tu znacznie prostsze. Ułatwienie palcowania dla diatoniki przekłada się jednak na trudności z palcowaniem w chromatyce. Flety niemieckie są uwspółcześnioną wersją fletów barokowych (z tzw. palcowaniem angielskim), różnią się od nich zarówno pod względem brzmienia, temperacji skali, jak i wyglądu. Są stosowane również i dzisiaj w szkolnictwie muzycznym.

## Materiały do produkcji fletów prostych
Flety proste produkowane są z drewna lub plastiku. Zdecydowanie lepszą jakością i bardziej miękkim brzmieniem charakteryzują się flety drewniane. Ich budulcem jest zazwyczaj drewno klonu lub gruszy. Jest to drewno stosunkowo miękkie, przez co dźwięk z nich wydobywany jest stosunkowo delikatny, miękki, o prostym tembrze. Flety z drewna klonu poleca się do gry w zespołach, natomiast flety z drewna gruszy są idealne dla melomanów samouków. Bardziej twarde drewno: śliwy, bukszpanu, czy jeszcze twardsze: palisandra, tulipanowca czy hebanu doskonale nadaje się do produkcji fletów.